# Florencia
Florencia er en kommune og hovedstad ved departementet Caquetá, Colombia. Det er den vigtigste by i sydvest Colombia på grund af dens befolkning samt dens mere end hundrede års historie. Det er grænsen mellem bjerge og Amazonas. Det ligger på Orteguaza-floden, der strømmer ind i floden Caqueta. Dens befolkning er omkring 165.000.